# Norak
Norak (tadż. Нoрaк; dawniej używana nazwa Nurek) – miasto w Tadżykistanie (wilajet chatloński), nad Wachszem, 70 km na południowy wschód od Duszanbe, jest siedzibą władz dystryktu Norak. Zostało założone w roku 1960 w związku z pracami budowlanymi przy Zaporze Nureckiej. Populacja szacowana jest na 18 735 mieszkańców (2009). W mieście działa Nurecka Elektrownia Wodna o mocy 2700 MW.
W mieście rozwinął się przemysł metalowy oraz odzieżowy.